# Kid A
Kid A è il quarto album in studio dei Radiohead, pubblicato nel 2000. Divenne un successo commerciale internazionale, ottenendo un disco di platino nel Regno Unito una settimana dopo il lancio. Nonostante non venne distribuito nessun singolo o videoclip per pubblicizzare il disco, Kid A è stato il primo album dei Radiohead a raggiungere il primo posto negli Stati Uniti. Il suo successo potrebbe essere stato causato da una campagna di marketing particolare, dalla sua pubblicazione su Internet, oppure dall'entusiasmo creato dal loro precedente album OK Computer.
Il disco incorpora influenze da diversi generi musicali quali krautrock, jazz, musica classica contemporanea e musica elettronica. I Radiohead sostituirono le chitarre con sintetizzatori, drum machine, onde martenot e sezioni orchestrali di fiati e archi. Le sedute di registrazione per Kid A si svolsero con il produttore Nigel Godrich tra Parigi, Copenaghen, Gloucestershire e Oxford. Kid A presenta dei testi più astratti e minimalisti rispetto ai precedenti lavori della band. Il cantante Thom Yorke ha dichiarato che l'album, così come tutti i brani dei Radiohead in generale, non è stato concepito come "arte", bensì rispecchia la musica che i membri della band stavano ascoltando in quel momento. Ad accompagnare l'album sono stati inclusi anche i disegni di Stanley Donwood e Yorke, insieme a una serie di videoclip brevi, chiamati "blips". Kid A è considerato uno degli album più impegnativi e complessi mai registrati della popular music ad aver avuto un certo successo commerciale, generando delle opinioni contrastanti tra i fan e la critica. Nel 2001 l'album vinse il Grammy Award al miglior album di musica alternativa e venne nominato al Grammy Award all'album dell'anno.
L'album si è posizionato al primo posto nella classifica dei cento migliori album degli anni 2000 secondo Rolling Stone e al 20º posto nella lista dei 500 migliori album della storia (terza revisione del 2020 della classifica).

## Contesto
Nel 1998, l'attenzione che i Radiohead ricevettero per l'album Ok Computer diventò fonte di tensioni, in particolare per il cantante Thom Yorke. Il suo sentimento di sconnessione con la «rapidità» del mondo moderno, fatto che lo ispirò per la realizzazione dei brani di Ok Computer, s'intensificò durante il suo tour, che si è svolto tra il 1997 e il 1998 e venne denominato Running from Demons. Da come si può notare nel film del 1999 di Grant Gee Meeting People Is Easy, la band diffuse durante la tournée nuove canzoni, una delle quali verrà subito conosciuta con il nome di «How to Disappear Completely and Never Be Found». Tuttavia, i Radiohead ebbero molte difficoltà in seguito nella loro registrazione.
Mentre Yorke ricevette elogi per la sua musica, divenne ostile verso i media. Sentiva che le sue canzoni erano diventate parte di un rumore di fondo costante, descritto come il «ronzio del frigorifero». Yorke sentiva che «tutti i suoni che hai fatto, che ti resero felici, siano diventati carenti del loro significato», e soffrì di una depressione nel momento in cui stava lottando per la composizione di nuovi temi musicali. A sua volta, affermò che verso la fine del 1998 «ogni volta che prendevo la chitarra entravo in panico. Cominciavo a comporre un brano, mi fermavo dopo 16 battute, la nascondevo in una canzone, la fissava un'altra volta, la facevo a pezzi, la distruggevo». In ogni modo, i membri della band decisero di continuare e il bassista Colin Greenwood aggiunse che «sentivamo il bisogno di cambiare tutto».

### Registrazione

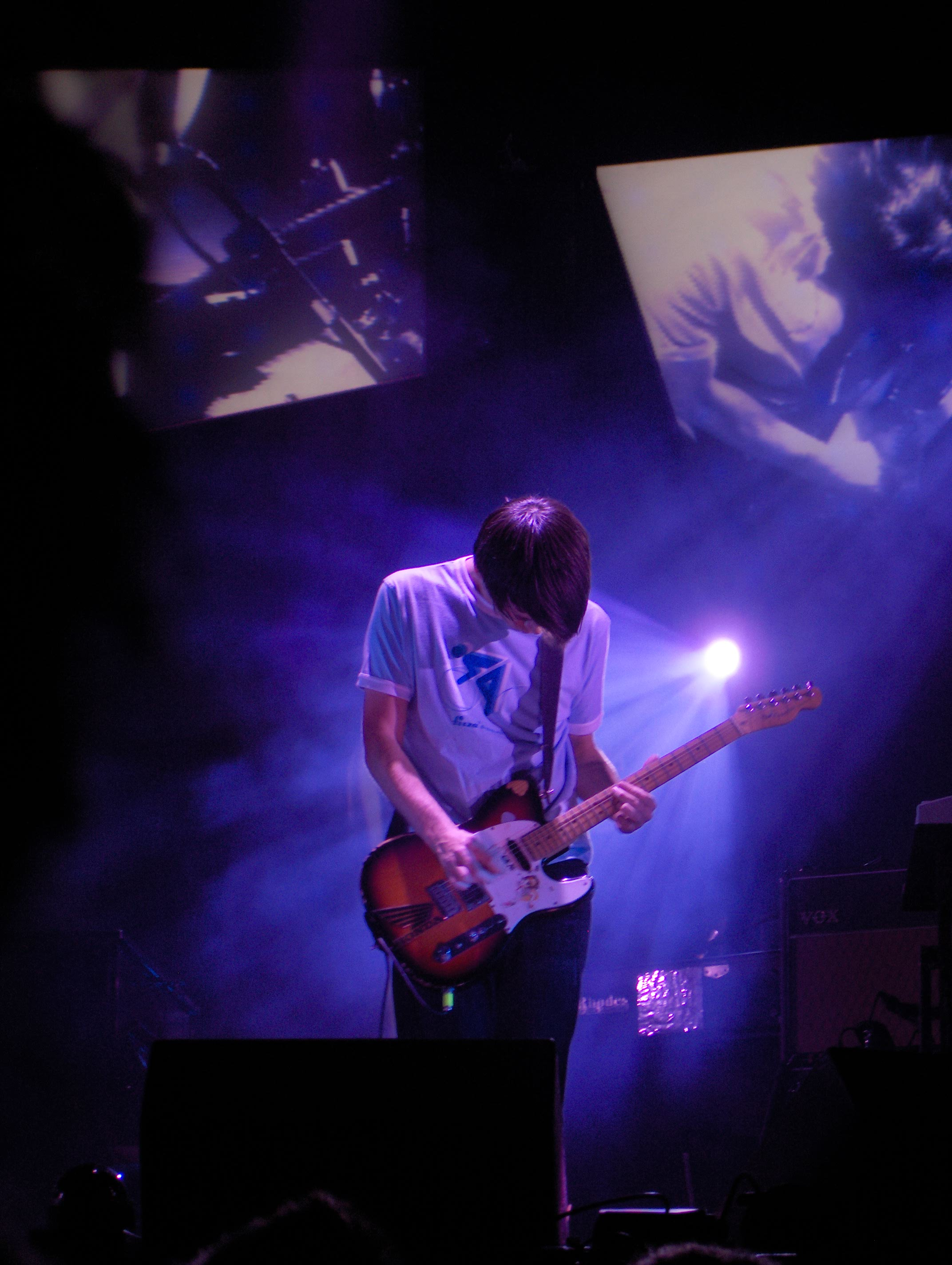
Il chitarrista Jonny Greenwood compose gli arrangiamenti per i brani dell'album.

I Radiohead iniziarono a lavorare su Kid A a Parigi nel gennaio 1999 assieme a Nigel Godrich, che si era occupato della produzione di OK Computer, senza prefissare nessuna data di scadenza. Yorke, il leader della band, era ancora alle prese con il "blocco dello scrittore". Le sue nuove canzoni erano ancora tutte incomplete, e alcune di esse consistevano in poco più che suoni e ritmi di drum machine; poche avevano un testo o un ritornello ben definiti. Invece che lavorare come una tradizionale rock band, il gruppo sperimentò con varie strumentazioni inclusi sintetizzatori modulari e Onde Martenot, uno strumento elettronico simile al Theremin, e ricorse a software di programmazione quali Pro Tools e Cubase per montare e manipolare le registrazioni. 

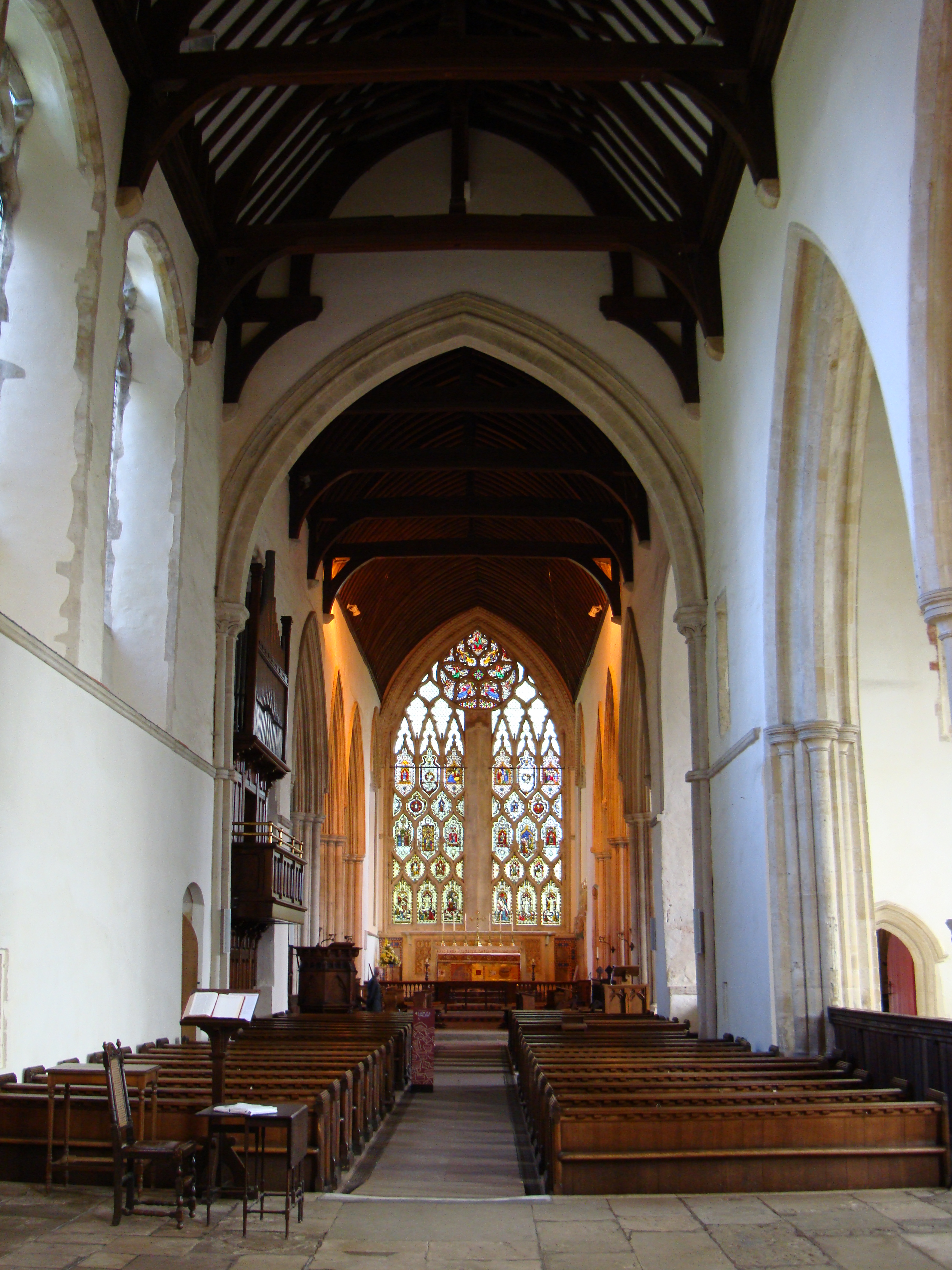
I Radiohead registrarono la sezione archi presente in How to Disappear Completely nella Dorchester Abbey, Oxfordshire.

 Inizialmente, la band rimase perplessa circa la svolta creativa sperimentale di Yorke. Il chitarrista Jonny Greenwood era preoccupato che l'album "potesse sembrare troppo pretenzioso e gratuito". Suo fratello Colin era dello stesso avviso, definendo quanto inciso finora "terribile nonsense art-rock". Secondo Yorke, Godrich: «non capiva perché, se eravamo così bravi a fare una certa cosa, avremmo dovuto fare qualcosa di totalmente diverso. Ma allo stesso tempo si fidava di me capendo che sapevo cosa volevo». La band dovette inoltre accettare che non ogni componente sarebbe apparso in ogni traccia, fatto che inizialmente causò discordia. O'Brien disse al riguardo del cambio di stile dei Radiohead: «Se vuoi fare una registrazione che suoni in modo differente, devi cambiare metodologia. Fa paura - tutti si sentono insicuri. Io sono un chitarrista e improvvisamente un bel momento vengo a scoprire che non sono previste chitarre su questa canzone, oppure niente batteria». Inoltre voleva che lo stile della band fosse più diretto e si puntasse a brani pop lunghi tre minuti basati sulla chitarra, mentre Yorke sentiva che i suoi sforzi precedenti con il rock «non si capivano». Il cantante affermò tra l'altro che «ormai era stanco delle melodie. Voleva solamente il ritmo».
La band provò per un po' e cominciò a registrare a Parigi, però abbandonò il lavoro dopo un mese e verso marzo i Radiohead si spostarono ai Medley Studios di Copenaghen per un periodo di due settimane. Alcune canzoni composte all'inizio del 1999 vennero incorporate nell'album, spesso irriconoscibili se si tiene conto dell'originale (risalente a quell'anno, In Limbo era conosciuta originalmente come Lost at Sea). Secondo gli integrati del gruppo, questo periodo fu poco produttivo.. Stando a quanto dichiarato da O'Brien, le sessioni produssero circa 50 rulli di nastri ognuno contenente 15 minuti di musica, con niente di completato. In aprile, la band tornò a registrare nel Gloucestershire. La mancanza di una data di scadenza e la gran mole di idee appena abbozzate resero difficoltoso il concentrarsi per la band, che considerò anche l'idea di sciogliersi se non fosse stata in grado di pubblicare un disco meritevole. Pure il batterista Phil Selway trovò difficoltà nell'adattarsi alle sessioni di registrazione.
In luglio, O'Brien iniziò a tenere un diario online circa il progresso delle sessioni. Nello stesso mese, i Radiohead si trasferirono nel loro nuovo studio di registrazione a Oxford. Alla fine del 1999, erano state completate sei canzoni, inclusa la title track. Seguendo la nuova direzione musicale di Yorke, i membri della band cominciarono a sperimentare con diversi strumenti e a imparare «come partecipare in una canzone senza suonare una sola nota». Infatti, nel gennaio 2000, dietro suggerimento di Godrich, i Radiohead si divisero in due gruppi: senza l'uso di strumenti acustici quali chitarre o percussioni, un gruppo avrebbe prodotto una sonorità o una sequenza di accordi che gli altri avrebbero poi sviluppato. Sebbene l'esperimento non produsse brani completi, esso aiutò a convincere i membri della band della nuova direzione intrapresa. Il resto del gruppo cominciò gradualmente a condividere la passione di Yorke per i suoni del sintetizzatore.. O'Brien disse che «ora tutti sono aperti con la tecnologia. Le permutazioni sono infinite».

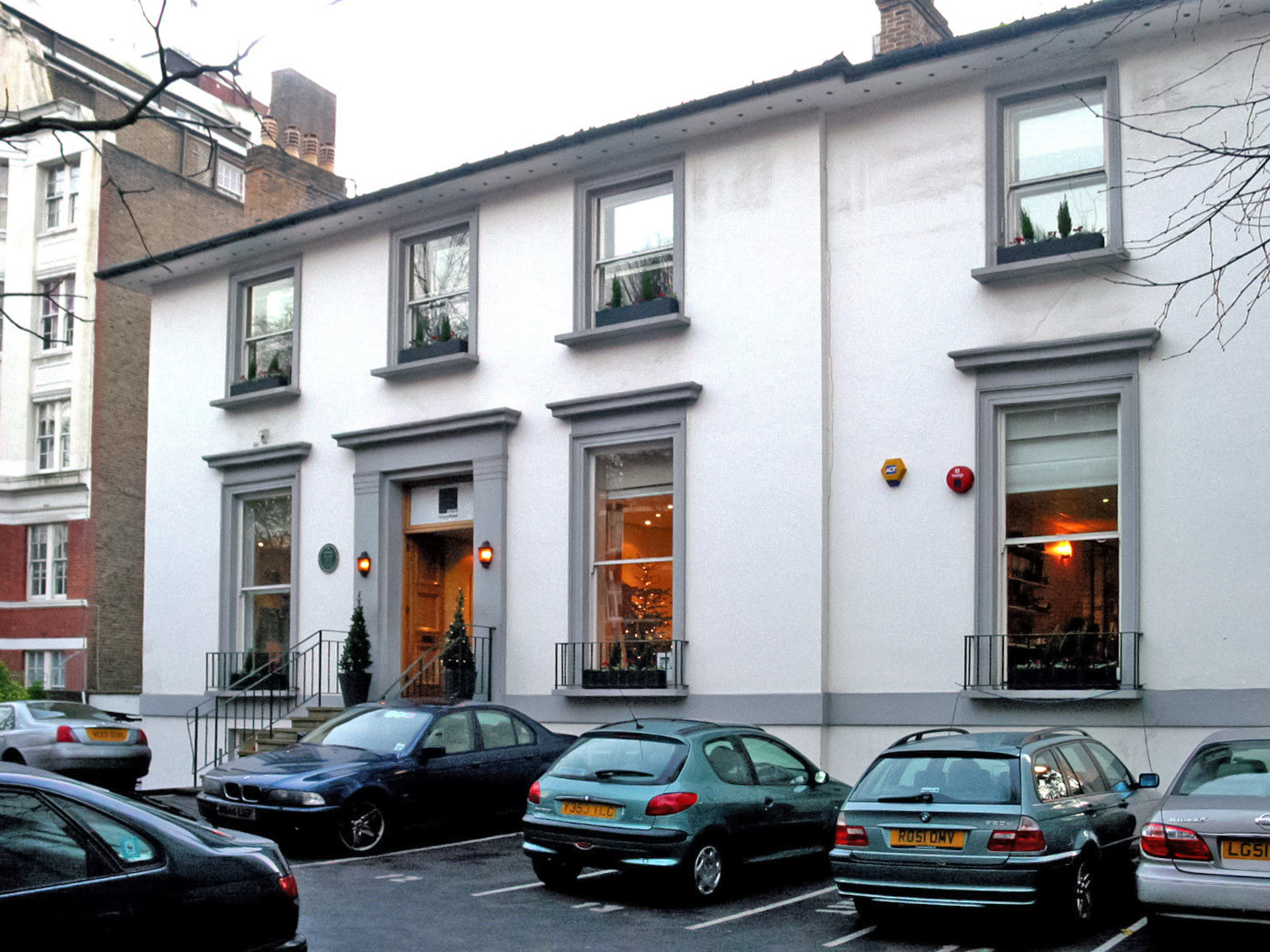
La produzione finale di Kid A venne effettuata negli studi di Abbey Road.

Nei primi mesi del 2000, Jonny Greenwood realizzò un arrangiamento d'archi per il pezzo How to Disappear Completely e suonò le onde Martenot. Gli archi vennero eseguiti dall'Orchestra of St John's e registrati nell'abbazia di Dorchester, una chiesa del dodicesimo secolo situata a circa cinque miglia dallo studio dei Radiohead.
Yorke creò lo strumentale Treefingers campionando e processando digitalmente la chitarra di O'Brien per creare un suono ambient. Incise Motion Picture Soundtrack su un organo a pedali, influenzato da Tom Waits; Greenwood aggiunse suoni campionati di arpa, nel tentativo di ricreare le atmosfere dei film Disney degli anni cinquanta.
Idioteque venne costruita partendo da un pattern di drum machine opera di Jonny Greenwood creato al sintetizzatore modulare. Greenwood non ricorda da dove uscì l'accordo di quattro note della canzone, ma più tardi realizzò di averlo campionato da Mild und Leise, un pezzo di musica elettronica di Paul Lansky del 1976 contenuto nell'LP First Recordings — Electronic Music Winners. Lansky concesse ai Radiohead di utilizzare il sample dopo che Greenwood gli inviò una copia della canzone.
Per The National Anthem, Yorke ripescò un vecchio provino registrato agli albori della band. Nel 1997, i Radiohead incisero basso e batteria per la canzone con l'intento di utilizzarla per una B-side di OK Computer, ma poi decisero di preservarla per un album futuro. Per l'inclusione in Kid A, Greenwood aggiunse vari effetti sonori ottenuti con il Martenot e campionati da trasmissioni radiofoniche. Inoltre Yorke, che in questo brano suonò il basso elettrico, voleva includere e registrare una sezione di fiati ispirata al "caos organizzato" dell'album Town Hall Concert del musicista jazz Charles Mingus, così lui e Greenwood si rivolsero ai musicisti jazz chiedendo loro di suonare come in «un ingorgo stradale»..
Il 19 aprile, Yorke scrisse sul sito internet dei Radiohead: "Ieri abbiamo finito di registrare. Adesso sono libero e felice e vado a farmi una passeggiata nel parco". Avendo completato circa 20 brani, la band prese in considerazione l'idea di pubblicare le canzoni su una serie di EP o come doppio LP, ma non riuscì a trovare una scaletta dei brani che soddisfacesse tutti. Quindi, decisero di preservare alcuni brani per il prossimo album, Amnesiac (2001), pubblicato otto mesi dopo. Yorke era ossessionato sull'eventuale ordine delle canzoni e i membri discussero in diverse occasioni sulla lista dei brani ,il che portò quasi allo scioglimento della band. Si decise finalmente che Kid A dovesse iniziare con Everything in Its Right Place. Yorke pensava che la canzone, composta al pianoforte e al computer, era quella che rappresentava meglio il disco, e aveva già l'intenzione dall'inizio di farla uscire come singolo. Il missaggio finale dell'album venne realizzato da Godrich e il mastering si effettuò negli studi di Abbey Road sotto la direzione di Chris Blair.

## Pubblicazione e promozione

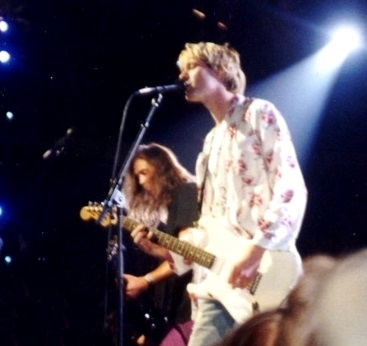
L'album venne descritto come il disco rock più atteso dai tempi di In Utero dei Nirvana».

Dopo la fine delle registrazioni, la band, assieme alla loro casa discografica, progettò una manovra di marketing. Un produttore esecutivo dell'EMI elogiò la musica, definendo il disco come "una colonna sonora della vita", ma descrisse la sfida aziendale quella «di far credere a tutti nell'album». Ciononostante, ebbe un notevole interesse da parte dei media; Spin descrisse Kid A come «il disco rock più atteso dai tempi di In Utero dei Nirvana». Thom Yorke valutò la situazione come «spaventosa», e secondo Ed O'Brien, la campagna di marketing cercava di dissipare l'eccessiva attenzione sul nuovo disco. Rispetto alla normale pratica dell'industria musicale, la band decise di non far uscire nessun singolo per Kid A, nonostante Optimistic, Idioteque e altri brani dell'album avessero avuto dei passaggi in radio.
Sul finire degli anni Novanta i Radiohead e i loro fan erano molto presenti su Internet. Di conseguenza, Parlophone e Capitol Records promossero il disco in una maniera abbastanza anticonvenzionale: proprio attraverso il web. Uscirono piccoli videoclip chiamati blips distribuiti gratuitamente su Internet e mostrati nei programmi di canali musicali. Capitol Records creò l'iBlip, una applicazione Java che poteva essere inclusa nelle pagine dei fan, permettendo agli utenti di fare un ordine online del disco e ascoltare degli stralci in streaming prima della sua uscita. Non vennero messe in circolazione alcune copie promozionali prima della sua pubblicazione, ma i critici lo ascoltarono in condizioni di forte supervisione, assieme agli appassionati, i quali erano riuniti in feste d'audizione. Inoltre, venne proposta un'anteprima completa tramite il canale MTV2.
La band realizzò un breve tour nei paesi mediterranei all'inizio dell'estate del 2000, suonando direttamente i nuovi brani per la prima volta. Verso la metà del 2000 venne annunciato il titolo dell'album e già erano cominciate a circolare delle copie pirata dei concerti per il servizio peer to peer Napster. Colin Greenwood commentò che «suonammo a Barcellona e il giorno seguente l'intero concerto era su Napster. Tre settimane dopo, quando suonammo in Israele, il pubblico conosceva già i testi dei nuovi brani ed era meraviglioso». Un mese prima della pubblicazione, l'album intero apparve su Napster. In risposta, Yorke commentò: «Questo alimenta l'entusiasmo per la musica in una maniera tale che l'industria musicale ha da tempo dimenticato». Si sostiene che Kid A sia stato scaricato milioni di volte prima della sua uscita globale, per cui alcuni pensavano che le vendite non sarebbero state buone.
Il 2 ottobre del 2000, ossia alla data della pubblicazione, le vendite si ridussero, nel momento in cui l'EMI ritirò 150 000 copie non idonee in Europa. In ogni modo, Kid A debuttò al primo posto nelle classifiche del Regno Unito, degli Stati Uniti, della Francia, dell'Irlanda, della Nuova Zelanda e del Canada. Fu la prima produzione britannica in tre anni a occupare il primo posto nella lista delle vendite degli Stati Uniti, così come il primo album dei Radiohead a entrare in top 20 nel paese. Alcuni hanno affermato che la distribuzione peer to peer abbia incrementato le vendite per le varie dicerie generatesi, mentre altri l'hanno attribuito alle case discografiche che crearono tante aspettative sull'album. Tuttavia, la band ritiene che l'aver preso delle misure contro le fughe di informazioni per internet non avrebbe dato tempo ai critici (i quali avrebbero sperato alla sua uscita) di crearsi un'opinione.
Verso la fine del 2000, la band organizzò un tour in Europa eseguendo soprattutto nuovi brani, in un gazebo costruito su misura senza loghi aziendali promozionali. I Radiohead fecero anche tre concerti negli Stati Uniti, i primi dopo quasi tre anni. I biglietti si esaurirono velocemente, attirando celebrità e fan che si accamparono lì per tutta la notte. In ottobre, il gruppo comparve nel programma televisivo Saturday Night Live. Le riprese del concerto generarono un forte impatto in alcuni spettatori i quali si aspettavano brani rock; vennero ripresi, infatti, Jonny Greenwood che suonava strumenti elettronici, i musicisti di strumenti a fiato che improvvisavano nel brano The National Anthem e Thom Yorke che ballava spasmodicamente e balbettava in Idioteque. I Radiohead furono negli Stati Uniti poco tempo dopo il loro debutto al primo posto e, secondo Ed O'Brien: «Gli statunitensi amano il successo, per cui se raggiungi il primo posto, piacerai loro moltissimo». Thom Yorke disse che «fummo i Beatles per una settimana».

## Stile
Kid A presenta delle influenze dagli artisti della IDM e della musica elettronica ambient degli anni novanta come Autechre e Aphex Twin, assieme ad altri della Warp Records; oltre a ispirarsi a band di krautrock degli anni settanta come i Can, Faust o Neu!; e ai musicisti jazz Charles Mingus, Alice Coltrane e Miles Davis. Durante la registrazione, i Radiohead presero pure ispirazione dal disco Remain in Light del 1980 dei Talking Heads, i quali furono in generale una delle prime influenze della band, come dimostrato anche dal loro essersi chiamati "RadioHead" a partire da una canzone contenuta nell'album True Stories della band di David Byrne. I membri della band sono stati influenzati anche dagli artisti dall'alternative rap della casa discografica Mo' Wax, come Blackalicious o DJ Krush.

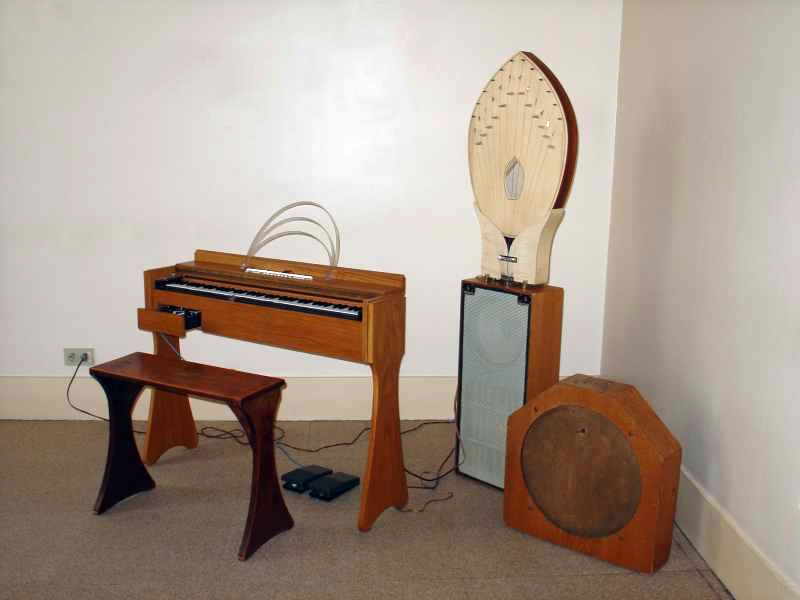
Le onde Martenot, uno degli strumenti più utilizzati da Jonny Greenwood in Kid A, sono spesso presenti nelle tracce dell'album.

How to Disappear Completely si ispirava al cantante Scott Walker, sul quale si basava anche il singolo del 1993 «Creep». L'orchestra d'archi per il brano s'ispirava alla musica del compositore polacco Krzysztof Penderecki. L'uso delle onde Martenot di Jonny Greenwood di questa e di altre canzoni di Kid A venne influenzato da Olivier Messiaen, il quale aveva reso popolare la strumentazione elettronica ed era stato molto ammirato dallo stesso Greenwood durante la sua adolescenza. A sua volta, in «Idioteque» si usarono campionamenti di alcuni brani di Paul Lansky e Arthur Kreiger, compositori di musica classica legati alla musica computerizzata. Yorke inoltre fece riferimento alla EDM, dicendo che il brano è «un intento di catturare ciò che produce quella scossa esplosiva quando ti trovi in un locale notturno e la PA (il sistema di diffusione sonora) suona così forte che sai che [ti] stanno facendo male».
«Motion Picture Soundtrack» (una canzone composta già prima di Creep) era un tentativo di simulare le colonne sonore delle pellicole della Disney degli anni 50. Yorke la registrò su un organo a pedali e più tardi gli altri membri della band aggiunsero dei campionamenti di arpa e di contrabbasso. Jonny Greenwood descrisse il suo interesse nel combinare la vecchia e la nuova tecnologia musicale, quando durante le registrazioni Yorke lesse il libro Revolution in the Head di Ian MacDonald, che racconta i procedimenti di registrazione utilizzati dai Beatles attraverso la produzione di George Martin verso la fine degli anni 60. La band cercò anche di unire le manipolazioni elettroniche attraverso delle improvvisazioni in studio, prendendo ispirazione dal gruppo musicale tedesco Can. Il brano che dà nome al disco, Kid A, venne composto al computer e su di esso si cominciò a improvvisare.
I membri dei Radiohead hanno affermato di non sentirsi identificati col rock progressivo e perciò Kid A non presentava nessun brano di più di sette minuti di durata. Dall'altro canto, l'album venne categorizzato a volte come appartenente allo stile post-rock, dovuto al suo carattere minimalista e focalizzato nella struttura musicale. Gli assoli di chitarra realizzati da Jonny Greenwood sono meno pacchiani in questo disco rispetto ai lavori precedenti del gruppo, nonostante lo strumento venga ancora utilizzato nella maggior parte delle tracce. Nel brano strumentale Treefingers, che all'inizio era un solo di chitarra di Ed O'Brien, si modificò digitalmente per creare un suono atmosferico, così come nel disco la voce di Thom Yorke è stata ampiamente modificata con tecniche simili; l'effetto vocale della traccia Kid A si creò attraverso le onde Martenot, raggiungendo un risultato paragonabile a quello generato dal vocoder. Il cambio di stile che la band sperimentò nella registrazione è stata messa a confronto con gli album Zooropa (1993) e Passengers (1995) degli U2, e Laughing Stock (1991) dei Talk Talk.

### Testi e titolo

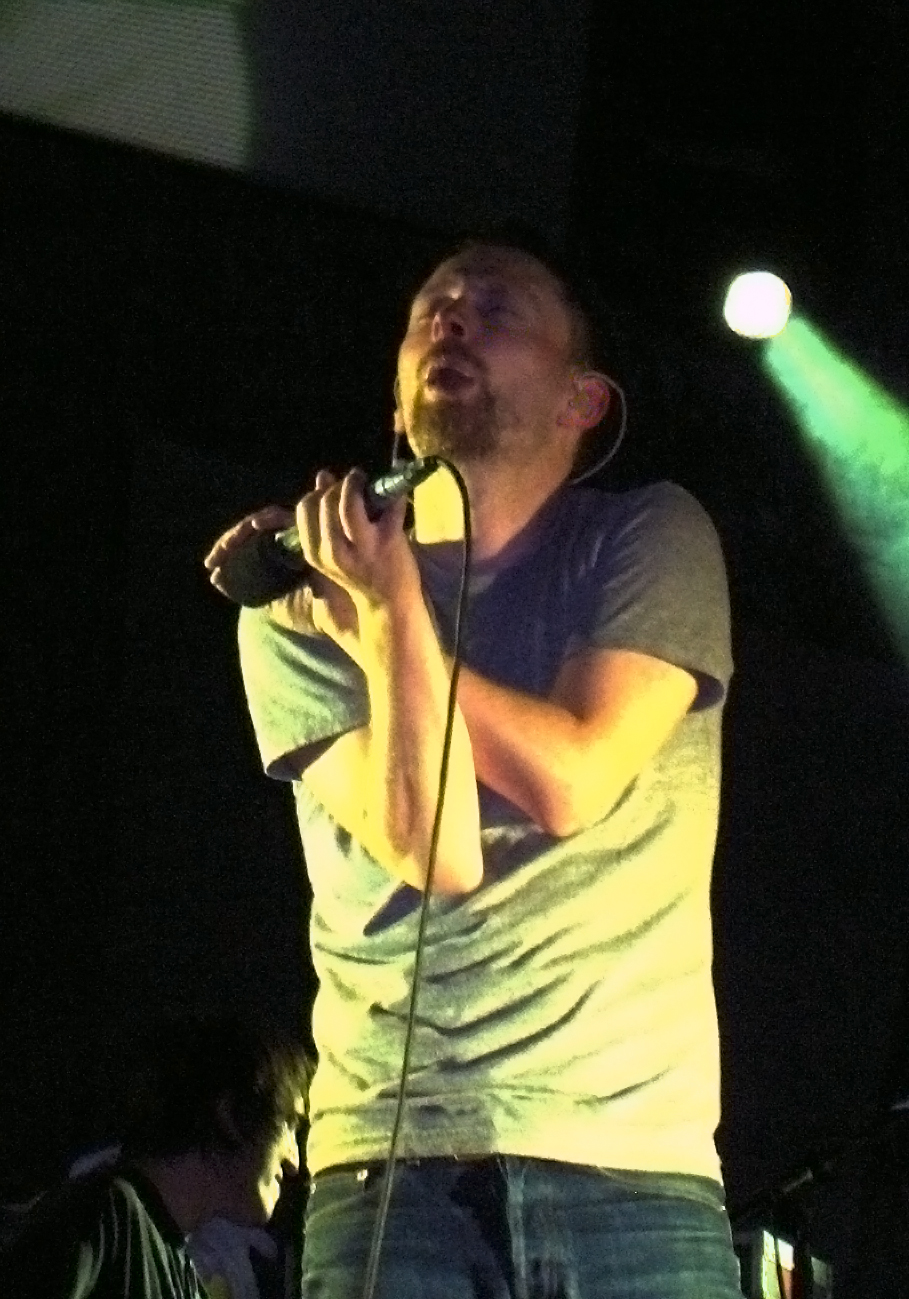
Il cantante Thom Yorke scrisse i testi dell'album.

Kid A fu il primo album di cui non vennero pubblicati i testi, né furono aggiunti nel booklet. Infatti la band e lo stesso Thom Yorke ritenevano che le parole non potessero essere dissociate dalla musica, motivando quindi questa scelta. Thom menzionò anche di aver usato tecniche di manipolazione digitale in modo da distanziarsi dal tema "crudo e orribile" della title track perché non avrebbe potuto poi cantarla altrimenti. Yorke scrisse la maggior parte dei testi dei brani di Kid A ricorrendo alla tecnica del Cut-up, assemblando a caso parole e frasi. Con lo scopo di realizzare alcuni testi, tagliò le parole e le frasi e le mise in un cappello per poi estrarle. È stato notato sul sito dei Radiohead questa tecnica, simile a quella utilizzata da Tristan Tzara per creare una "poesia Dada ". Anche alcune delle band post-punk che hanno influenzato i Radiohead, come i Talking Heads, usarono questa tecnica.
Secondo il cantante, il titolo dell'album non si riferisce al Kid A in Alphabeth Land, ossia al gioco di carte utilizzato dallo psicoanalista e filosofo Jacques Lacan, bensì al primo clone umano, negando di avere avuto in mente la realizzazione di un concept album o di una storia. In un'altra occasione, disse che il titolo Kid A deriva dal nome di uno dei sequenziatori utilizzati dal gruppo. Yorke disse che gli piaceva il "nonsense" del titolo, affermando: «Se chiami un album con un titolo specifico, esso inevitabilmente influenza il disco in una certa maniera».
I membri della band hanno letto il libro antiglobalizzazione No Logo, scritto da Naomi Klein, durante la registrazione dell'album; inoltre lo consigliarono ai loro sostenitori tramite il loro sito e presero in considerazione il titolo dell'album anche in questo modo. Yorke ha citato anche il libro di George Monbiot Captive State: The Takeover tra le sue influenze. Yorke e gli altri membri della band furono coinvolti in questo periodo nel movimento di cancellazione del debito del terzo mondo. Fu detto che Kid A trasmettesse un punto di vista anti-consumista e che esprimesse il sentimento della band nei confronti del capitalismo. Nel 2005, il critico Chuck Klosterman ha detto che Kid A è stato, infatti, "un presagio non intenzionale ma agghiacciante degli attentati dell'11 settembre" e della situazione mondiale successiva.
Yorke ha detto che l'album tratta in parte della "generazione che erediterà la Terra quando avremo distrutto tutto". Tuttavia, si è rifiutato di spiegare i testi in termini politici, inoltre è venuto a menzionare che alcuni sono stati personali e ispirati da sogni. Altri sono stati ispirati da consigli che Yorke ha ricevuto dai suoi amici, come il testo di How to Disappear Completely, la cui fonte d'ispirazione risulta essere Michael Stipe dei R.E.M., grande amico di Thom che lo aveva messo in guardia dallo stress derivante dai vari tour e che gli consigliò di ripetersi continuamente "Io non sono qui, questo non sta accadendo realmente".. Pure, il ritornello di Optimistic, ossia «If you try the best you can, the best you can is good enough» ("Se provi a fare del tuo meglio, il meglio che puoi è già abbastanza") è stato ispirato dalla partner di Yorke, Rachel Owen, mentre Everything in Its Right Place è il risultato dell'incapacità di Yorke quando parlava durante la sua depressione nel tour di OK Computer.

## Copertina e video

### Videoclip e "blips"
Non venne girato alcun videoclip, bensì soltanto dei piccoli corti chiamati "blips", della durata di circa 30 secondi l'uno. Venivano presentati in mezzo ai programmi televisivi di MTV, come piccole pubblicità dello stesso album, e vennero divulgate gratuitamente sul sito dei Radiohead. Ciascuno di essi veniva disegnato dai collettivi The Vapour Brothers o Shynola. La maggior parte erano animazioni e spesso si ispiravano ai disegni di Stanley Donwood; sono stati anche considerati come storie che rappresentano la natura protestando moderatamente contro il consumismo e la biotecnologia incontrollabili. Tra i protagonisti vi erano dei "mostri di sperma" e degli orsetti di peluche lampeggianti creati geneticamente, che più tardi divennero il logo della campagna promozionale dell'album. Verso la fine del 2000 uscì un video in cui si vedeva la band suonare una versione alternativa di Idioteque in uno studio. Diversi mesi dopo venne pubblicato un video per Motion Picture Soundtrack, usando una compilation di blips, descritto da Yorke come "[il video] più bello mai girato per [accompagnare] la nostra musica".

### Artwork

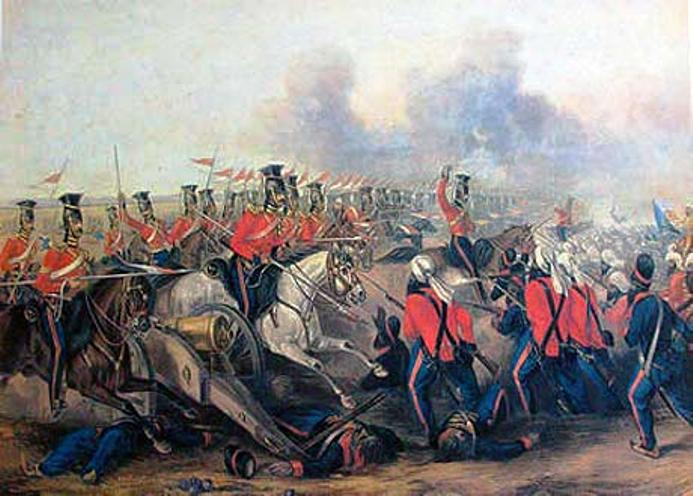
Stanley Donwood si ispirò all'arte militare inglese dell'epoca vittoriana per creare la cover dell'album. Questo quadro, dal titolo originale in inglese Charge of the 16th Queens Own Lancers at the battle of Aliwal 1846, del britannico Henry Martens, è un esempio di questo stile.

La copertina del disco, realizzata da Donwood e Tchock (pseudonimo di Thom Yorke), è un'immagine in computer grafica di una catena montuosa, con una distorsione piuttosto pixellata della parte inferiore, che traeva ispirazione dalla guerra del Kosovo, avvenuta nell'inverno del 1999. Donwood si commosse per una foto pubblicata su The Guardian, dicendo di sentire che la guerra stava succedendo sulla sua strada. Influenzato dall'arte militare dell'epoca vittoriana, in cui vi si presentavano motivi della Gran Bretagna coloniale, Donwood realizzò anche colorati dipinti a olio, dando loro una texture rozza tramite coltelli e stucco. Il retro della copertina è una fotografia modificata digitalmente di un altro paesaggio innevato in fiamme. Inoltre, Kid A venne fornito con un libretto interno disegnato da Donwood e Tchock, stampato in un foglio spesso di carta lucida, e in cui quasi alla fine è presente un disegno a discesa su un trittico.
Alcune di queste immagini vennero interpretate come detentrici di un contenuto politico più esplicito dei testi. La piscina rossa sul retro del Box CD e dello stesso CD rappresenta ciò che Donwood valutó come «un simbolo del pericolo imminente e delle speranze frantumate». A quella immagine si ispiró alla graphic novel Brought to Light di Alan Moore e Bill Sienkiewicz, nella quale la CIA misurò i suoi omicidi mediante un terrorismo sponsorizzato dal governo con un numero corrispondente a un riempimento di piscine di 50 galloni di sangue.. Le prime edizioni di Kid A contenevano un foglietto con immagini che facevano riferimento ad argomenti di natura politica tra le quali era incluso il primo ministro britannico Tony Blair, circondato da cartelloni sui quali recitava il termine «Demagogia»..
Oltretutto, venne lanciata un'edizione speciale dell'album avvolto in un pacchetto di cartone simile a un libro infantile con una copertina differente e altri esempi di paesaggi apocalittici e orsetti di peluche. Seppur simili alle altre edizioni del disco, non le stravolse digitalmente. Venne anche inclusa una pagina dentro al foglietto con statistiche sul riscaldamento globale, in concordanza con la tematica sulla degradazione ambientale presente intorno all'album. Nel 2006 Donwood e Tchock esposero a Barcellona i disegni creati per tutti i dischi dei Radiohead sino a questa data, specialmente quelli di Kid A. Un libro che documenta questo lavoro, Dead Children Playing venne pubblicato nel 2007. Un'altra peculiarità dell'album è che, riproducendolo da un PC e utilizzando due differenti lettori multimediali, avviando la riproduzione di una qualsiasi canzone da ciascuno dei due lettori con una differenza di tempo di diciassette secondi, si avrà una perfetta sovrapposizione dei due suoni che otterranno una nuova canzone. Rimuovendo la parte della custodia sotto al disco è possibile trovare un piccolo libretto con disegni e testi di brani di Kid A ma anche di alcuni brani celebri che andranno a confluire in altri dischi successivi della band, tra cui Amnesiac e Hail to the Thief

## Tracce
- Tutte le canzoni sono state scritte dai Radiohead.

1. Everything in Its Right Place – 4:11
2. Kid A – 4:44
3. The National Anthem – 5:50
4. How to Disappear Completely – 5:55
5. Treefingers – 3:42
6. Optimistic – 5:16
7. In Limbo – 3:31
8. Idioteque (Radiohead, Paul Lansky, Arthur Kreiger) – 5:09
9. Morning Bell – 4:29
10. Motion Picture Soundtrack (Il brano finisce al minuto 3:17 e successivamente è presente una traccia fantasma dal minuto 4:17 al minuto 5:12, seguita da 1:44 di silenzio) – 7:01

"Collector's Edition"/"Special Collector's Edition" Disc 2
1. Everything in Its Right Place (BBC Radio 1 evening session, 15 novembre 2000) – 6:04
2. How to Disappear Completely (BBC Radio 1 evening session, 15 novembre 2000) – 6:37
3. Idioteque (Kreiger, Greenwood, O'Brien, Greenwood, Lansky, Selway, Yorke; BBC Radio 1 evening session, 15 novembre 2000) – 4:12
4. The National Anthem (BBC Radio 1 evening session, 15 novembre 2000) – 4:44
5. Optimistic (Lamacq Live in Concert: Victoria Park, Latchford, Warrington, Cheshire, England, 2 ottobre 2000) – 4:39
6. Morning Bell (Live at Canal+ Studios, Paris, France, 28 aprile 2001) – 4:26
7. The National Anthem (Live at Canal+ Studios, Paris, France, 28 aprile 2001) – 5:01
8. How to Disappear Completely (Live at Canal+ Studios, Paris, France, 28 aprile 2001) – 5:57
9. In Limbo (Live at Canal+ Studios, Paris, France, 28 aprile 2001) – 4:42
10. Idioteque (Kreiger, Greenwood, O'Brien, Greenwood, Lansky, Selway, Yorke; Live at Canal+ Studios, Paris, France, 28 aprile 2001) – 4:13
11. Everything in Its Right Place (Live at Canal+ Studios, Paris, France, 28 aprile 2001) – 6:43
12. Motion Picture Soundtrack (Live at Canal+ Studios, Paris, France, 28 aprile 2001) – 3:55
13. True Love Waits (da I Might Be Wrong: Live Recordings, 2001) – 5:05

"Special Collector's Edition" DVD
1. The National Anthem (Live on Later... with Jools Holland, 9 giugno 2001)
2. Morning Bell (Live on Later ... with Jools Holland, 9 giugno 2001)
3. Idioteque (Radiohead, Kreiger, Lansky; Live on Later ... with Jools Holland, 9 giugno 2001)

## Formazione
Radiohead
- Thom Yorke – voce, programmatore, tastiere, chitarra, basso elettrico
- Jonny Greenwood – onde Martenot, chitarra, arrangiamenti, campionamento, sintetizzatori
- Ed O'Brien – chitarra, programmatore
- Colin Greenwood – basso elettrico, campionamento
- Phil Selway – batteria, percussioni, programmatore

Musicisti aggiuntivi
- Andy Bush – tromba
- Andy Hamilton – sax tenore
- Steve Hamilton – sax contralto
- Stan Harrison – sax baritono
- Martin Hathaway – sax contralto
- Mike Kearsey – trombone
- Liam Kerkman – trombone
- Mark Lockheart – sax tenore
- Orchestra of St John's – archi

### Produzione
- John Lubbock– direttore d'orchestra
- Paul Lansky – sample di "Mild und Leise" in "Idioteque"
- Arthur Kreiger – sample di "Short Piece" in "Idioteque"
- Nigel Godrich – produttore, tecnico audio, missaggio
- Henry Binns – sample del ritmo in "The National Anthem"
- Chris Blair – mastering
- Graeme Stewart – tecnico audio
- Gerard Navarro – tecnico audio

## Accoglienza
| Recensione           | Giudizio       |
| -------------------- | -------------- |
| AllMusic             |                |
| Chicago Sun-Times    | [ 95 ]         |
| Ondarock             | Pietra miliare |
| Rolling Stone        | [ 97 ]         |
| NME                  | [ 98 ]         |
| Pitchfork            | [ 99 ]         |
| Piero Scaruffi       | [ 3 ]          |
| Entertainment Weekly | B+             |
| Metacritic           | 80/100         |
| Robert Christgau     | A-             |
| Spin                 | [ 103 ]        |

Template:Recensioni retrospettive album
Kid A sorprese gli ascoltatori che si aspettavano un disco rock simile ai precedenti album dei Radiohead. Mesi prima della pubblicazione, Melody Maker scrisse: "Se c'è una band che promette di riportare in vita il rock, sono i Radiohead". Dopo il primo ascolto riservato alla stampa, il The Guardian scrisse: "La prima volta che ascolterete Kid A ... probabilmente penserete, huh? Ma cosa stanno facendo? Perché ci sono le chitarre solo in tre canzoni? Cosa sono tutti questi tenui sbadigli elettronici, pulsazioni e toni? E perché la voce di Thom Yorke è completamente indistinguibile per la maggior parte del tempo?"
Le recensioni iniziali furono miste. Mojo scrisse che "al primo ascolto, Kid A è proprio orribile ... Troppo spesso suona come un frammento abbozzato sul quale la band inizia a buttar giù qualche idea per una canzone – un loop, un riff, una frase di testo farfugliata ..." Sul New Yorker, lo scrittore Nick Hornby criticò il cantato oscuro e la mancanza di chitarre: "L'album è una prova evidente di come questa sorta di presuntuoso atteggiamento auto-indulgente si concretizzi in una mediocre forma di anonimato piuttosto che in qualcosa di interessante ed originale". Il critico del Melody Maker Mark Beaumont definì il disco "corpulento, ostentato, auto-congratulatorio, robaccia alla mamma-guarda-sono-capace-di-succhiarmi-l'uccello-da-solo", e poi aggiunse: "I Radiohead stanno cercando di spingere oltre la sperimentazione nel rock, senza sapere che lo hanno già fatto prima DJ Shadow e Brian Eno molto meglio di loro?"
AllMusic recensì favorevolmente l'album, ma scrisse che "non è mai visionario o sbalorditivo come OK Computer, e nemmeno ti ripaga del tempo speso a capirlo". Anche NME recensì positivamente l'opera, ma descrisse alcune tracce "complicate" e "deludenti".
Su Rolling Stone, David Fricke definì Kid A "un lavoro deliberatamente irritante, spesso ossessivo ... Ma questo è quello di cui è fatto il pop, una musica di scontrosa, scintillante astuzia e onestà, che vi farà sentire bene una volta che l'avrete fatta penetrare sotto pelle". The Village Voice definì l'album "obliquo obliquo obliquo ... Ma incredibilmente bello". Spin scrisse che Kid A era l'album "migliore e più coraggioso" dei Radiohead. Billboard lo descrisse come "un oceano di profondità musicali senza precedenti" e "il primo album veramente importante del ventunesimo secolo". Robert Christgau scrisse che Kid A è "una fantasiosa variazione sulle tematiche pop: triste ma bello". Positiva anche la recensione di Pitchfork che assegnò il punteggio massimo all'album, descrivendolo "cacofonico ma tranquillo, sperimentale eppure familiare, straniero ma conosciuto, spazioso e viscerale, strutturato ma vaporoso, vigile ma sognante".
Kid A venne nominato miglior album del 2000 da numerose testate, incluse Los Angeles Times, Spin, Melody Maker, Mojo, NME, Pitchfork, Q, Times, Uncut, e Wire. Nel 2001, Kid A vinse un Grammy Award nella categoria Best Alternative Album.

### Lascito artistico
Negli anni trascorsi dalla sua uscita, il prestigio artistico dell'album è enormemente cresciuto. Nel 2005, Pitchfork scrisse che Kid A "aveva sfidato apertamente e confuso il pubblico dei Radiohead", e che il disco si era ora "trasformato in una sorta di icona intellettuale". Il blog Grantland diede merito a Kid A di aver dato il via all'epoca moderna della musica diffusa via internet, scrivendo: "Per molti appassionati di una certa età, Kid A fu il primo album ascoltato via internet — dove si poteva ascoltarlo, leggerne le recensioni, e discutere se fosse un capolavoro o meno ... Prima ascoltare, farsi velocemente un'opinione, dichiararla pubblicamente, e poi passare al prossimo grande disco in uscita. Sotto questo punto di vista, Kid A inventò la moderna cultura musicale come la conosciamo oggi".
Nel 2004, Rolling Stone classificò Kid A alla posizione numero 428 nella lista dei 500 migliori album di sempre da loro redatta. Nella versione aggiornata della suddetta lista datata 2012, Rolling Stone spostò Kid A alla posizione numero 67, la posizione più alta in classifica per un album degli anni duemila, scrivendo che "Kid A resta l'album rock più innovativo degli anni 2000". Nel 2005, Pitchfork e Stylus Magazine nominarono Kid A l'album migliore degli ultimi cinque anni, e Pitchfork lo definì "il disco perfetto per i suoi tempi: infausto, surreale, e un vero disco del nuovo millennio". Nel 2006, la rivista Time definì Kid A uno dei 100 migliori album di sempre, definendolo "l'opposto dell'easy listening, e l'album più strano che abbia mai venduto un milione di copie, ma anche una dichiarazione definitiva su come possa essere complessa la musica pop". Rolling Stone, Pitchfork e Times elessero Kid A "miglior album del decennio"; mentre il Guardian lo classificò al secondo posto.

## Classifiche
| Classifica (2000) | Posizione massima |
| ----------------- | ----------------- |
| Australia         | 2                 |
| Austria           | 5                 |
| Belgio (Fiandre)  | 3                 |
| Belgio (Vallonia) | 4                 |
| Canada            | 1                 |
| Danimarca         | 2                 |
| Europa            | 2                 |
| Finlandia         | 2                 |
| Francia           | 1                 |
| Germania          | 4                 |
| Giappone          | 5                 |
| Irlanda           | 1                 |
| Italia            | 3                 |
| Norvegia          | 2                 |
| Nuova Zelanda     | 1                 |
| Paesi Bassi       | 4                 |
| Portogallo        | 3                 |
| Regno Unito       | 1                 |
| Stati Uniti       | 1                 |
| Svezia            | 3                 |
| Svizzera          | 8                 |